# 伊州区
伊州区（いしゅう-く）は、中華人民共和国新疆ウイグル自治区クムル市に位置する市轄区、ウイグル語での呼称はアラトゥルクである。2016年1月までは県級市のハミ市（哈密市）であった。クムル市の名前でも知られる。天山南路と天山北路の合流点に位置し、ハミウリの産地として著名である。また、区にはクムル市政府が置かれている。

## 語源
行政区画の元となった都市であるクムルの語源については諸説ある。
- 古ウイグル語で「大きな門」[1]
- 「遠くを眺め渡せる土の盛り上がり」[2]
- モンゴル語でクムル北西にある「哈木爾達山」[2]
- テュルク語で「砂」[3]

現地名のKumalがウイグル語のQumul、モンゴル語のHamil、Khamilに転訛した。ハミ（哈密）は、モンゴル語のハミル（Hamil、Khamil）を漢訳した「哈密力」を略した言葉であり、中国でハミ（哈密）の呼称が使われるようになったのは、明の永楽帝の時期からである。明より前の時代の中国では、クムルは伊吾、伊吾盧と呼ばれた。市轄区の区名である「伊州」もこれに由来している。

## 行政区画
5街道、7鎮、10郷、2民族郷を管轄：
- 街道弁事処：東河街道、西河街道、城北街道、麗園街道、石油新城街道
- 鎮：ヤマンス鎮（雅満蘇鎮）、イェッテクドゥク鎮（七角井鎮）、星星峡鎮、アスタナ鎮（二堡鎮）、パルワントゥル鎮（陶家宮鎮）、カラデョウェ鎮（五堡鎮）、三道嶺鎮
- 郷：タシウェリク郷（沁城郷）、コシクドゥク郷（双井子郷）、ブルントグラク郷（大泉湾郷）、シェヘル・イチ郷（回城郷）、ラヘトバグ郷（花園郷）、ボガズ郷（南湖郷）、ゲルビイ郷（西山郷）、テングリタグ郷（天山郷）、アクタシ郷（白石頭郷）、コイルク郷（柳樹溝郷）
- 民族郷：ウラタイ・カザフ族郷（烏拉台哈薩克族郷）、デベルディリク・カザフ族郷（徳外里都如克哈薩克族郷）

2021年2月4日、伊州区の紅星一場・紅星二場・紅星四場・黄田農場・火箭農場・柳樹泉農場とアラトゥルク県の淖毛湖農場、バルクル・カザフ自治県の紅山農場が分立し、自治区直轄県級行政区の新星市となる。

## 歴史

### 先史時代、伊吾郡の設置
古くからクムルには人間が居住しており、クムル近郊では旧石器時代・新石器時代の遺跡が発見されている。青銅器時代後期の墓からはモンゴロイド・コーカソイド両方の人骨とミイラが発掘された。
古くから西方の商人が東方で交易を行うにあたっての重要な拠点であり、各地から移民が集まった。バルクル盆地の遊牧勢力の影響下に置かれていたため、他のオアシス都市のように王国が形成されることは無かった。匈奴・柔然・鉄勒・突厥といったこの地を統治する遊牧民族にとっても、国際交易の重要な拠点であった。
紀元前2世紀初め、匈奴の統治を受けた。前漢では、クムルは「五船」と呼ばれていたと思われる。73年に後漢は匈奴の呼衍王からこの地を獲得して宜禾都尉を設置して屯田を開始するが、北匈奴によって奪回された。後漢と北匈奴は伊吾の支配権を巡って争うが、3世紀に入ると伊吾は鮮卑の支配を受け、やがて柔然が新たな伊吾の支配者となる。423年に北涼に打ち破られた西涼の唐契・唐和兄弟が伊吾に亡命し、柔然は唐契を伊吾王として都市の経営を委任した。442年（太平真君3年）、唐契は北魏と連絡を取り合っていたために柔然に殺害されるが、太和年間（477年 - 499年）に北魏は伊吾の平定に成功する。
610年（大業6年）、隋によってクムルに植民が行われて伊吾郡が設置されるが、数年で経営は放棄された。630年（貞観4年）に突厥に従属していた伊吾の植民団は唐に帰順し、伊吾に西伊州が設置され、632年（貞観6年）に伊州に改称された。『大唐西域記』の著者として知られる玄奘も、インドに向かう往路で伊吾の地を通過した。安史の乱以後に唐の西域経営は行き詰まり、760年代に伊州は吐蕃の支配下に置かれる。

### ハミ郡王家の成立まで
9世紀に東天山がウイグルの勢力下に置かれる過程でクムルは僕固氏の長の僕固俊に征服され、天山ウイグル王国の一部となった。以降、クムルはウイグルスタン（東トルキスタン）に含まれる一都市に数えられるようになる。
元朝には西域に阿力麻里（アルマリク）行中書省が設けられ、哈密はこれに属した。当時、伊州は哈密力（Qamil）と呼ばれ、火州のウイグル駙馬家に属した。後、チャガタイの曾孫のチュベイの子孫である威武王の支配下に置かれる。
明朝の成立後もチュベイ家のハミの統治は続いた。1390年（洪武23年）ごろに北元の粛王ウナシュリがハミに入城、翌年にハミは明の将軍の宋晟の攻撃を受けた。明はハミに対して懐柔策を取り、1404年（永楽2年）にウナシュリの弟のエンケ・テムルを忠順王に封じて、哈密衛が設けられた。その後ハミは北元やオイラトから干渉を受け、1473年（成化9年）に明とモグーリスタン・ハン国のユーヌス・ハンの間でハミの領有をめぐる抗争が起きる。モグーリスタンのハンは忠順王を拉致・殺害し、明は対抗策としてチャガタイ家の人間から代わりの王を立てるとともに西域との通行を中止して圧力をかけた。1513年（正徳8年）に忠順王バーヤジードがモグーリスタンのマンスール・ハンに拉致され、マンスールの腹心であるホージャ・タージュッディーン・ムハンマドがハミに駐留した。同年、ハミの仏教徒は哈密衛の都督エンケ・ボラドに率いられ、モグーリスタン・ハン国の支配を逃れて明の支配下にある粛州に移住した。この移住以降、クムル以西の地域から仏教徒は姿を消した。なおもモグーリスタンからの攻撃は続き、1529年に明はハミ王家の再興を断念し、マンスールの通貢を認めた。
1678年（康熙17年）には、クムルはジュンガル部のガルダン・ハーンの支配下に入る。1697年（康熙36年）、クムルの支配者ウバイドゥッラー（額貝都拉、アブド＝アッラー、ウバイド＝アッラー・ベグ）は清の康熙帝に帰順し、翌1698年（康熙37年）に対ジュンガルの前線基地としてウバイドゥッラーにジャサクが授与された。1759年（乾隆24年）に哈密庁が設けられ、1884年（光緒10年）に新疆省が設置された際にハミは直隷庁に昇格、中華民国が1913年（民国2年）に庁から県へ改めた。ウバイドゥッラーの曾孫のユースフ（玉素布）は清のカシュガリア征服に協力した功績によって郡王に封じられ、ウバイドゥッラーの子孫はクムルで王家（ハミ郡王家）として存続し続ける。1860年代の回族の反乱（回民蜂起）ではクムルも被害を受けるが、間もなく復興した。

### 近現代
1930年（民国19年）に郡王マクスド・シャーが没すると、新疆省政府主席の金樹仁はハミ郡王家を廃止して省政府の直轄地にする計画を立てる。翌年、クムル東部の小堡でムスリムの土地を占拠し、現地のムスリム女性を強引に娶ろうとした漢人官吏がテュルク系ムスリムに殺害される。これをきっかけにクムルの住民が蜂起し、ホージャ・ニヤーズを指導者とした反乱が起きる。王領の有力者に加え、甘粛のムスリム軍閥馬仲英が反乱に合流した。彼らは王領の復活を求めるが、イリから省政府軍が接近すると馬仲英は軍を引き上げ、反乱軍は戦力を喪失する。反乱軍は次第に山間部に追いやられていき、1932年末にトルファンに移動した。しかし、この反乱が引き金となり、1932年12月にテュルク系ムスリムの反乱は東トルキスタン各地に飛び火した。1933年（民国22年）11月、ホージャ・ニヤーズは他地域の反乱軍と合流し、東トルキスタン・イスラーム共和国を建国した。
中華人民共和国の成立後、1961年にクムルは県の市街地を分けて県級市に移行するが、翌1962年に県に戻る。1977年に再び県級市に昇格した。2016年1月に市轄区の伊州区に昇格した。

## 人口統計
クムル市には約68%の漢族と約32%の少数民族（ウイグル族、回族、カザフ族など）の32の民族が居住する。クムル地区の人口の約半分はクムル市の住民で占められている。

## 気候
| クムルの気候               | クムルの気候 | クムルの気候 | クムルの気候 | クムルの気候 | クムルの気候 | クムルの気候 | クムルの気候 | クムルの気候 | クムルの気候 | クムルの気候 | クムルの気候 | クムルの気候 | クムルの気候 |
| 月                         | 1月          | 2月          | 3月          | 4月          | 5月          | 6月          | 7月          | 8月          | 9月          | 10月         | 11月         | 12月         | 年           |
| -------------------------- | ------------ | ------------ | ------------ | ------------ | ------------ | ------------ | ------------ | ------------ | ------------ | ------------ | ------------ | ------------ | ------------ |
| 平均最高気温 °C （°F）     | −3 (27)      | 5 (41)       | 13 (55)      | 22 (72)      | 28 (82)      | 33 (91)      | 34 (93)      | 33 (91)      | 28 (82)      | 19 (66)      | 8 (46)       | −1 (30)      | 18.3 (64.7)  |
| 平均最低気温 °C （°F）     | −16 (3)      | −10 (14)     | −2 (28)      | 6 (43)       | 12 (54)      | 16 (61)      | 18 (64)      | 16 (61)      | 9 (48)       | 2 (36)       | −5 (23)      | −13 (9)      | 2.8 (37)     |
| 降水量 mm （inch）         | 1.8 (0.071)  | 0.8 (0.031)  | 2.4 (0.094)  | 5 (0.2)      | 4.5 (0.177)  | 6.9 (0.272)  | 16.7 (0.657) | 12 (0.47)    | 4 (0.16)     | 5.1 (0.201)  | 9.5 (0.374)  | 2.2 (0.087)  | 70.9 (2.794) |
| 平均降雨日数               | 2            | 1            | 2            | 4            | 4            | 7            | 11           | 9            | 4            | 3            | 2            | 2            | 51           |
| 出典：World Weather Online |              |              |              |              |              |              |              |              |              |              |              |              |              |

## 産業
クムルは豊富な鉱物資源を有し、種類、品質、埋蔵量いずれにも恵まれている。石炭、石油、天然ガス、鉄、銅、金、岩塩などが産出される。資源を活用するために必要な工業基盤も整備されており、2,000以上の工業製品が生産されている。特に石炭、元明粉（硫酸ナトリウム）、綿紡績、石材、黄腐酸（フルボ酸）、革製品が高く評価されている。哈密製鉄所では、現地で採掘された磁鉄を原料とする銑鉄鋼が生産されている。
市内には紅星渠などの灌漑用水路が整備されており、肥沃な土壌を利用しての農業も行われている。農産物としてはハミウリが有名であり、国内外に出荷されている。また、ナツメ、ブドウもクムルの特産品として著名である。他には綿花、コーリャン、豆類、果実が栽培されている。

## 観光
- 魔鬼城 - クムル南東部に位置する遺跡。風が城内を吹き抜けるとき、しばしば恐ろしげな魔物の声のような音が鳴ることから魔鬼城と命名された[15]。
- 白石頭の草原
- 鳴沙山 - 高さ180m。中国の4大鳴沙山の中で最も良い音が出るとされる[15]。
- 回王墳（ハミ王陵） - 清代のハミ郡王とその一族が眠る墓。敷地は約13,300平方メートル[18]。最大の墓はモハメド・ビシルの陵墓で、東西20m・南北15m・高さは17.8mに及ぶ[18]。モハメド・ビシル陵の西に建てられたエイティガール寺院は、宗教行事の際に多くのイスラム教徒で賑わう。
- ケイス墓（蓋斯墓） - 635年にクムルで没したと伝えられる、イスラム教の宣教者ケイスを祀った廟[18]。哈密回王によって廟が建てられた。
- 五堡古墓群 - 青銅器時代の遺跡。「金髪娘」というコーカソイドのミイラが発見されたことで知られる。
- 天山廟 - 正式名称は関帝廟。市街から60km離れた場所に位置する。現在の廟は同治年間に再建されたものである。廟に隣接する屋敷には漢・唐・清代の石碑が保存されている。
- 沁城岩画
- 廟爾溝
- 西路軍進疆紀念園
- 烈士陵園

## 交通
蘭州市とウルムチ市を結ぶ蘭新線の主要駅であるハミ駅が置かれ、312国道が東西に市域を貫く。市の中心部にはバスターミナルが置かれ、ウルムチやトルファン、敦煌などに向かうバスが出ている。これらは中国内地と西域各地の交通の中心である。
2008年12月16日、市の北東約13kmの地点にハミ空港が開港し、中国南方航空がウルムチまで運航している。ハミ空港は国内線専用であり、国外線は運航されていない。

## 姉妹都市・提携都市
- 入善町（日本・富山県）
  - 1997年6月5日 友好交流都市提携

共通する特産品を持つ縁（「入善ジャンボ西瓜」を特産品とする入善町と、ハミウリを特産品とする哈密市）から、1994年に入善町より友好都市調査団が哈密市を訪問、交流を開始。